# Ecuadoraans honkbalteam

Vlag van Ecuador.

Het Ecuadoraans honkbalteam is het nationale honkbalteam van Ecuador. Het team vertegenwoordigt Ecuador tijdens internationale wedstrijden. Het Ecuadoraans honkbalteam hoort bij de Pan-Amerikaanse Honkbal Confederatie (COPABE). 